# Старая Таволжанка
Старая Таволжанка (чув. Кивӗ Тавӑлшан) — село в Борском районе Самарской области в составе сельского поселения Таволжанка.

## География
Находится у реки Таволжанка на расстоянии примерно 28 километров по прямой на юг от районного центра села Борского.

## История
Село был основано в 1770-х годах. 

## Население
Постоянное население составляло 316 человек (чуваши 70%, русские 27%) в 2002 году, 306 в 2010 году.